# 203. Infanterie-Division (Wehrmacht)
Die 203. Infanterie-Division war eine deutsche Infanteriedivision im Zweiten Weltkrieg.

## Geschichte
Am 21. Dezember 1944 fand an der Front zwischen Bobr und dem Narew-Gebiet in Polen die Umgliederung der 203. Sicherungs-Division in die 203. Infanterie-Division statt.
Die Division wurde bei der sowjetischen Großoffensive gegen Ostpreußen im Januar 1945 im Rahmen des LV. Armeekorps der Heeresgruppe Mitte an der Narew-Front nördlich von Łomża durch die sowjetische 48. Armee zerschlagen. Letzte Reste der Einheit gingen im April 1945 auf der Halbinsel Hela in sowjetische Kriegsgefangenschaft.

## Gliederung
- Grenadier-Regiment 608, aus Sicherungs-Regiment 608, mit nur noch zwei Bataillone
- Grenadier-Regiment 613, aus Sicherungs-Regiment 613, mit nur noch zwei Bataillone
- Grenadier-Regiment 930
- Füsilier-Bataillon 203
- Panzerjäger-Kompanie 203
- Artillerie-Regiment 203, auf vier Bataillone aufgestockt
- Pionier-Bataillon 203
- Feldersatz-Bataillon 203
- Divisions-Nachrichten-Abteilung 203
- Versorgungs-Einheiten 203

## Kommandeure
- Generalleutnant Wilhelm Thomas, 21. Dezember 1944 – 26. Dezember 1944, ehemaliger Kommandeur der 321. Infanterie-Division, 539. Landesschützen-Division und 203. Sicherungs-Division, als Kommandeur zur 286. Infanterie-Division
- Generalmajor Fritz Gädicke, 26. Dezember 1944 – April 1945